# Literaturjahr 1735
Liste der Literaturjahre

1734 | Literaturjahr 1735 | 1736

Weitere Ereignisse
Dieser Artikel behandelt das Literaturjahr 1735.

## Ereignisse
- 09. Mai: Am Théâtre-Italien, Paris, findet die Uraufführung der Komödie  La Mère confidente von Pierre Carlet de Marivaux statt.
- 04. August: Am Ende des Gerichtsprozess gegen den deutschstämmigen Verleger des New York Weekly Journal, John Peter Zenger wegen Verleumdung des Gouverneurs befindet die Jury ihn überraschenderweise für unschuldig. Zenger hatte zwei Jahre zuvor auf Anregung einer Gruppe von Quäkern um den Rechtsanwalt James Alexander dem „New York Weekly Journal“ eine eigene Zeitung und einen Gegenpol zum regierungstreuen Blatt seines ehemaligen Lehrherren, der „New-York Gazette“ begründet.  Seine Zeitung sollte als Forum für ihre Unzufriedenheit mit dem neuen Gouverneur von New York Sir William Cosby dienen. Daraufhin erschienen eine Reihe von anonymen Artikeln, die die Obrigkeit in wenig schmeichelhaftem Licht zeigten. Als Folge darauf wurde Zenger 1734 wegen Verleumdung des Gouverneurs angeklagt und inhaftiert. Obwohl der Gouverneur aktiv durch die Auswahl der Richter und Behinderung von Zeugen Einfluss auf den Prozess nahm, nahm dieser ein für Zenger günstiges Ende. In den Vereinigten Staaten gilt dieser Prozessausgang als einer der Grundsteine für die Pressefreiheit in den USA. Der seit 1954 vom Institut für Journalistik der University of Arizona vergebene „John Peter and Anna Catherine Zenger Award for Freedom of the Press and the People's Right to Know“ ist nur ein Ausdruck des Andenkens.
- Samuel Johnson heiratet die zwanzig Jahre ältere Witwe Elizabeth „Tetty“ Porter.

## Neuerscheinungen

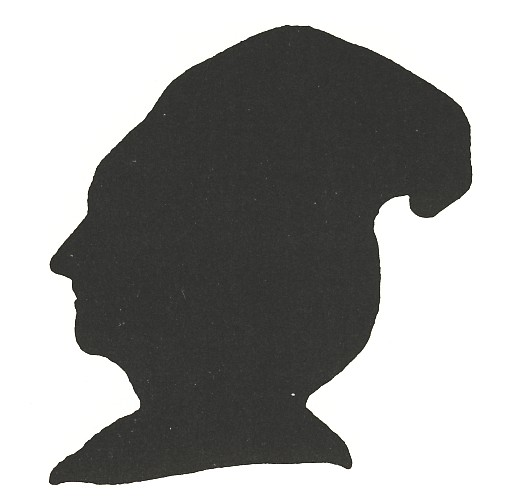
Elise Reimarus (1735–1805)

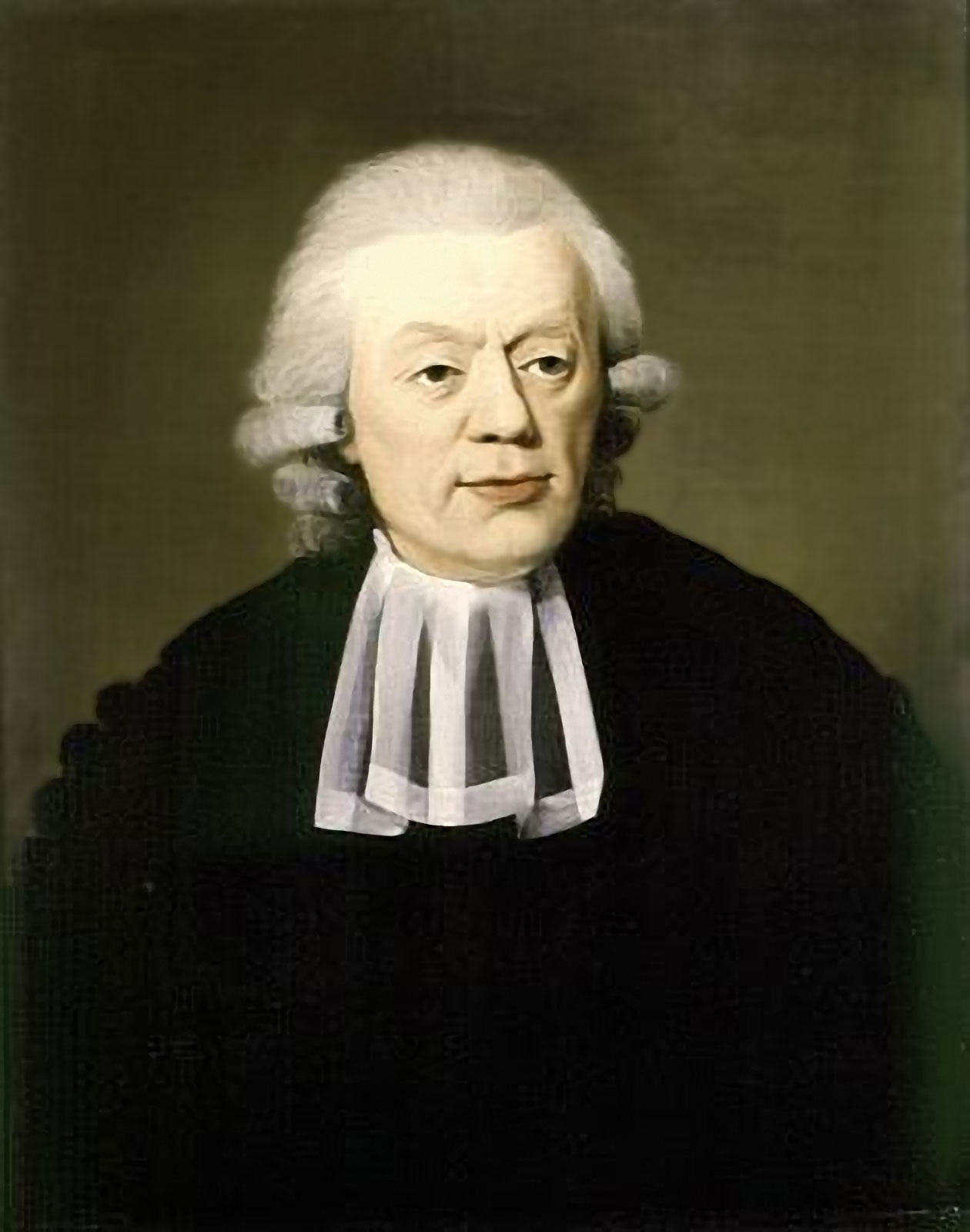
Matthias Steevens van Geuns (1735–1816)

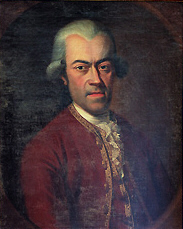
August Ludwig Schlözer (1735–1809)

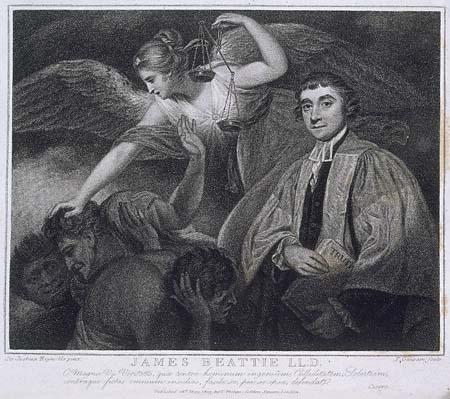
James Beattie (1735–1803)

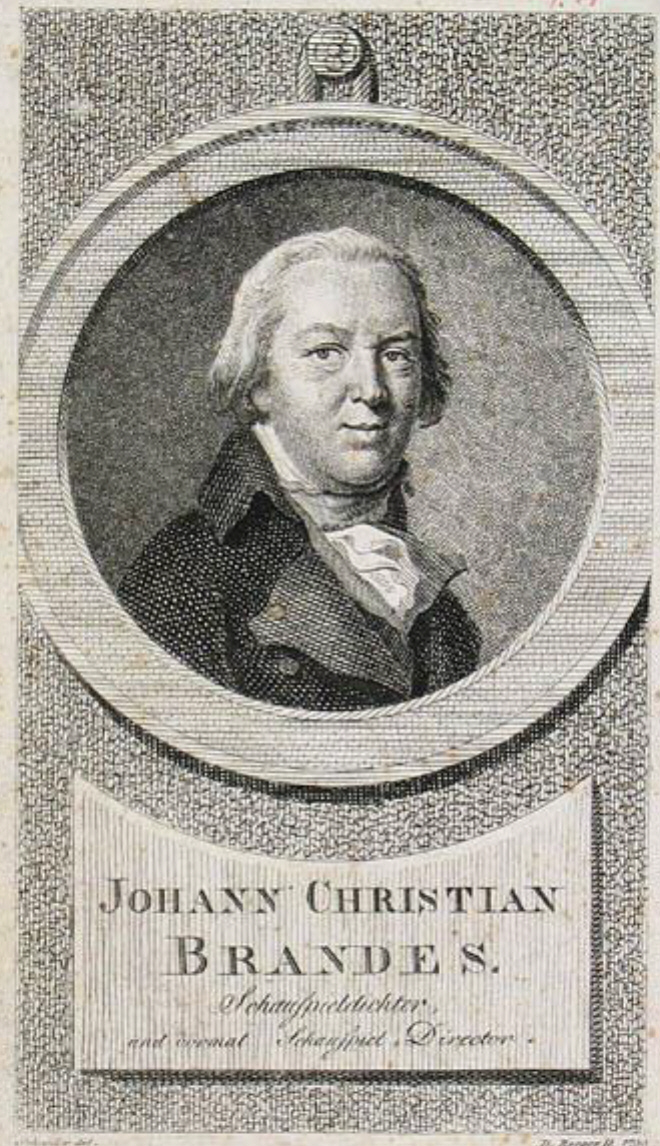
Johann Christian Brandes (1735–1803)

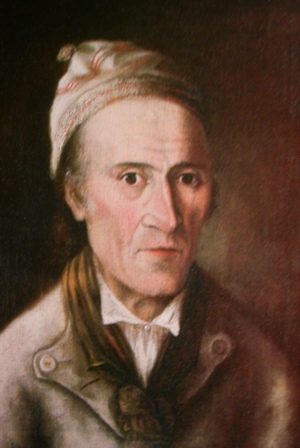
Ulrich Bräker (1735–1798)

### Prosa
- Anonymous – The Dramatic Historiographer (Eliza Haywood zugeschrieben)
- George Berkeley – The Querist
- Jane Brereton – Merlin
- Henry Brooke – Universal Beauty
- Robert Dodsley – Beauty
- John Hughes – Poems on several occasions : With some select essays in prose
- Hildebrand Jacob
  - Brutus the Trojan
  - Works
- Samuel Johnson – A Voyage to Abyssinia
- George Lyttelton, 1. Baron Lyttelton – Letters from a Persian in England
- William Melmoth – Of Active and Retired Life
- Alexander Pope
  - An Epistle from Mr. Pope to Dr. Arbuthnot (kurz nach Arbuthnots Tod)
  - Of the Characters of Women ("Moral Epistle II")
  - The Works of Mr. Alexander Pope
  - Letters of Mr. Pope, and Several Eminent Persons
  - Mr. Pope's Literary Correspondence for Thirty Years, 1704 to 1734
- Antoine-François Prévost – Le Doyen de Killerine
- William Somervile – The Chace
- Jonathan Swift, Pope, Arbuthnot et al.
  - Miscellanies in Prose and Verse: Volume the Fifth
  - Works
- Claudine Guérin de Tencin – Mémoires du Comte de Comminge
- James Thomson
  - Ancient and Modern Italy Compared
  - Greece
  - Rome

### Lyrik
- Joseph Addison, Übersetzer – The works of Anacreon translated into English verse with notes explanatory and poetical to which are added odes, fragments, and epigrams of Sappho with the original Greek plac’d opposite to the translation by Mr. Addison, London: Printed by John Watts[1]
- Jane Brereton – Merlin, published anonymously "By a lady"[2]
- Henry Brooke – Universal Beauty[2]
- Robert Dodsley – Beauty; or, The Art of Charming, anonym herausgegeben[2]
- John Hughes – Poems on Several Occasions[2]
- Hildebrand Jacob:
  - Brutus the Trojan, Founder of the British Empire[2]
  - The Works of Hildebrand Jacob[2]
- Samuel Johnson, Übersetzer, A Voyage to Abyssinia, von Jeronymo Lobo[2]
- James Logan (poet) – Cato's Moral Distichs, eine Übersetzung der Verse, gedruckt von Benjamin Franklin, der es selbst als die erste Übersetzung eines klassischen Werkes in Neuengland bezeichnete.[3]
- William Melmoth der Jüngere – Of Active and Retired Life, published anonymously[2]
- Alexander Pope:
  - An Epistle from Mr. Pope to Dr. Arbuthnot (manchmal als "Epistle to Dr Arbuthnot" bezeichnet), 1735 veröffentlicht, auch wenn das Erscheinungsdatum im Buch selbst als 1734 angegeben wird.[2]
  - Of the Characters of Women – das zweite von Popes "Moral Essays"[2]
  - The Works of Mr. Alexander Pope, Volume 2, works printed for the first time in this volume include "The Author to the Reader", "The Second Satire of Dr. John Donne", "On Charles Earl of Dorset", "On Mr. Elijah Fenton"[2]
  - Letters of Mr. Pope, and Several Eminent Persons, ein nichtautorisierte Fassung herausgegeben von Curll (vgl. Letters of Mr. Alexander Pope)[2]
  - Mr. Pope's Literary Correspondence for Thirty Years, 1704 to 1734, die ersten drei Bände wurden 1735 veröffentlicht mit dem Titel "Volume the First" etc.[2]
- Richard Savage – The Progress of a Divine
- William Somervile – The Chace[2]
- Jonathan Swift:
  - And others, Miscellanies in Prose and Verse: Volume the Fifth, anonymer Herausgeber; eine Anthologie vervollständigt die vorausgegangenen vier Miscellanies-Bände[2]
  - The Works of Jonathan Swift, die erste autorisierte Ausgabe[2]
- Jane Colman Turell – Reliquiate Turellae et Lachrymae Paternal, beinhaltet Briefe, Tagebuchauszüge und kurze religiöse Essays sowie frome Verse[3][4]
- James Thomson – Liberty, consisting of Part I: Antient and Modern Italy Compared, Part 2: Greece, Part 3[2]
- Wassili Kirillowitsch Trediakowski – Новый и краткий способъ къ сложенью российскихъ стиховъ (Begründung der russischen Verslehre)
- Nikolaus Ludwig Graf von Zinzendorf – Teutscher Gedichte Erster Theil

### Drama

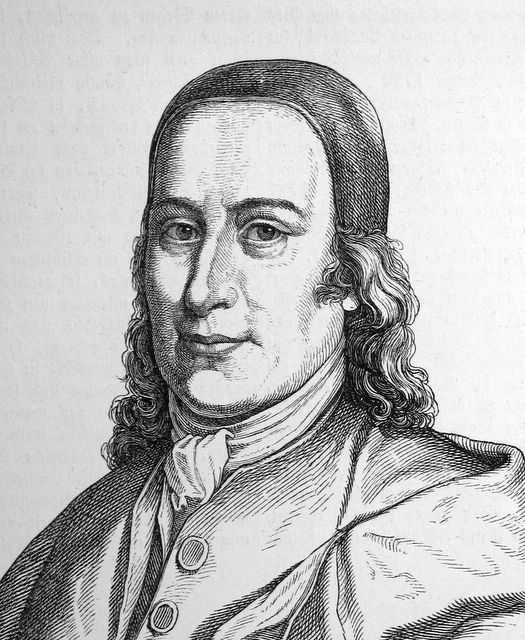
Nikolaus Ludwig Graf von Zinzendorf veröffentlicht 1735 Teutscher Gedichte Erster Theil

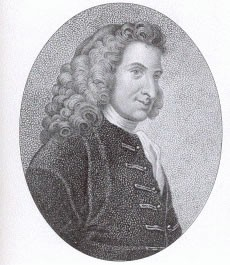
Henry Fieldings Dramen An Old Man Taught Wisdom und The Universal Gallant erleben 1735 ihre Uraufführung

- Henry Carey – The Honest Yorkshireman
- Charlotte Charke – The Art of Management
- Charles Coffey – The Merry Cobbler
- Robert Dodsley – The Toyshop
- William Duncombe – Junius Brutus
- Henry Fielding
  - An Old Man Taught Wisdom
  - The Universal Gallant
- George Lillo – The Christian Hero
- James Miller – The Man of Taste
- William Popple – The Double Deceit
- Lewis Theobald – The Fatal Secret
- James Worsdale – A Cure for a Scold (Farce, eine Adaptation von John Lacys Sauny the Scot, welches selbst eine Adaptation von The Taming of the Shrew war)

### Sachliteratur
- Etienne Fourmont – Réflexions critiques sur les histoires des anciens peuples
- Pietro Grazioli – De praeclaris Mediolani aedificiis... Mediolani
- Jean-Baptiste Du Halde – Description de la Chine et de la Tartarie chinoise
- Benjamin Hoadly – A Plain Account of the Nature and End of the Sacrament of the Lord's-Supper
- Carolus Linnaeus – Systema naturae
- John Oldmixon – The History of England, During the Reigns of William and Mary, Anne, George I
- Antoine-François Prévost – Le Doyen de Killerine
- Samuel Richardson – A Seasonable Examination of the Pleas and Pretensions of the Proprietors of, and Subscribers to, Play-Houses
- Henry St. John – A Dissertation upon Parties
- Richard Savage – The Progress of a Divine

## Geboren

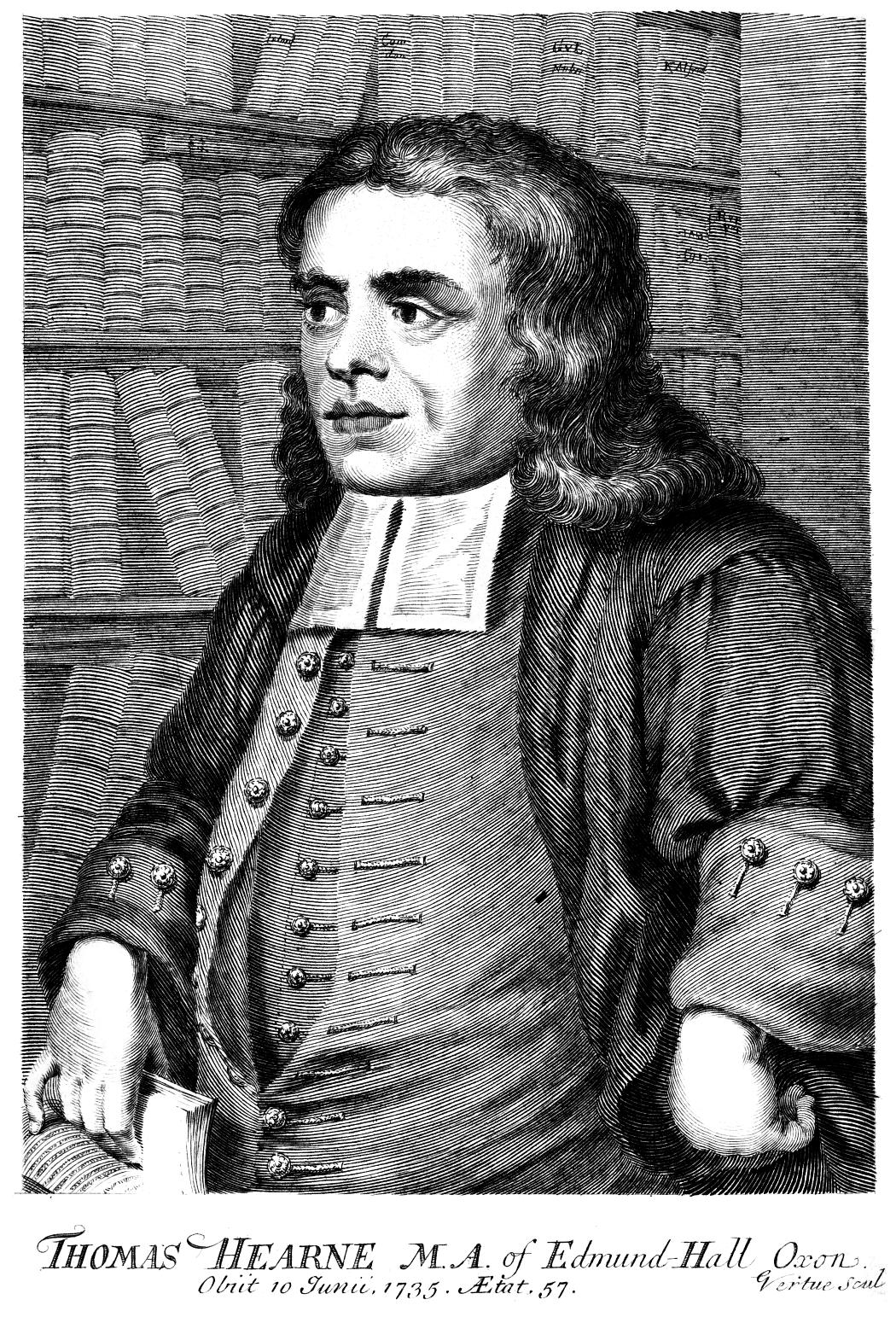
Thomas Hearne (1678–1735)

- 22. Januar: Elise Reimarus, deutsche Schriftstellerin, Pädagogin, Übersetzerin und Salonnière im Zeitalter der Aufklärung († 1805)
- 31. Januar: Jean de Crèvecoeur, französisch-amerikanischer Schriftsteller († 1813)
- 03. Februar: Ignacy Krasicki, Fürstbischof von Ermland, Erzbischof von Gnesen und darüber hinaus polnischer Schriftsteller der Aufklärung († 1801)
- 03. März: Katō Chikage, japanischer Literaturwissenschaftler und Dichter († 1808)
- 29. März: Johann Karl August Musäus, deutscher Schriftsteller, Literaturkritiker, Schulmann, Philologe und Märchensammler und ein sowohl satirischer als auch volkstümlicher Erzähler der Aufklärung († 1787)
- 02. April: Ernestine Christine Reiske, deutsche Autorin und Privatgelehrte († 1798)
- 28. April: Karl Daniel Reusch, deutscher Physiker und Bibliothekar († 1806)
- 13. Mai: Hōseidō Kisanji, japanischer Schriftsteller († 1813)
- 23. Mai: Charles Joseph de Ligne, belgischer Offizier und Diplomat in österreichischen Diensten und Schriftsteller († 1814)
- 03. Juli: Johann August Kriebel, deutscher evangelisch-lutherischer Theologe, Schuldirektor und Schriftsteller († 1818)
- 05. Juli: August Ludwig von Schlözer, deutscher Historiker, Staatsrechtler, Schriftsteller, Publizist, Philologe, Pädagoge und Statistiker der Aufklärung († 1809)
- 02. September: Matthias Steevens van Geuns,  niederländischer Mediziner und Botaniker († 1817)
- 04. September: Johann Gottlieb Seger, deutscher Rechtswissenschaftler († 1786)
- 27. September: Philipp Hafner,  österreichischer Schriftsteller und Literaturkritiker († 1764)
- 17. Oktober: Gottlieb Emanuel von Haller,  Schweizer Historiker (1786)
- 25. Oktober: James Beattie, schottischer Philosoph und Schriftsteller († 1803)
- 27. Oktober: Placidus Sprenger, Benediktiner, Herausgeber (Litteratur  des katholischen Deutschlands) und Geschichtsschreiber († 1806)
- 15. November: Johann Christian Brandes, deutscher Schauspieler und dramatischer Dichter († 1799)
- 14. Dezember: Johann Christian Foerster, deutscher Philosoph, Historiker und Staatswissenschaftler († 1798)
- 22. Dezember: Ulrich Bräker, Schweizer Schriftsteller († 1798)
- 26. Dezember: Florian Reichssiegel, österreichischer Priester und Schriftsteller († 1793)
- ohne genaues Datum: Christian Joseph Jagemann, deutscher Gelehrter, Hofrat und Bibliothekar († 1804)
- ohne genaues Datum: Anna Hammar-Rosén, schwedische Journalistin († 1805)

## Gestorben

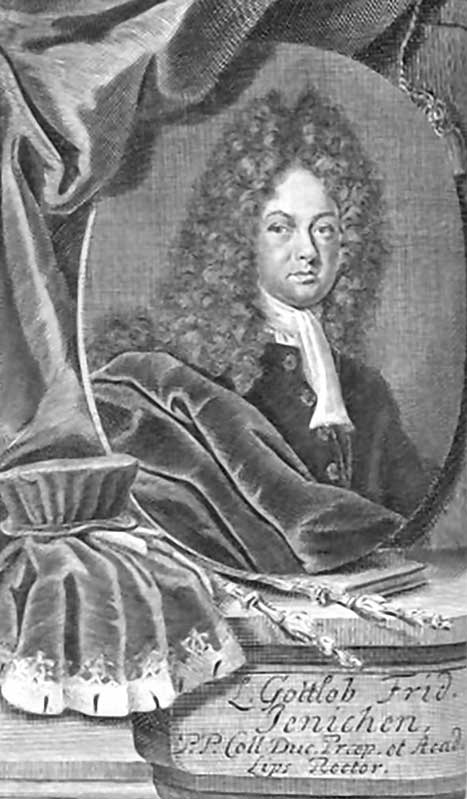
Gottlob Friedrich Jenichen (1680–1735)

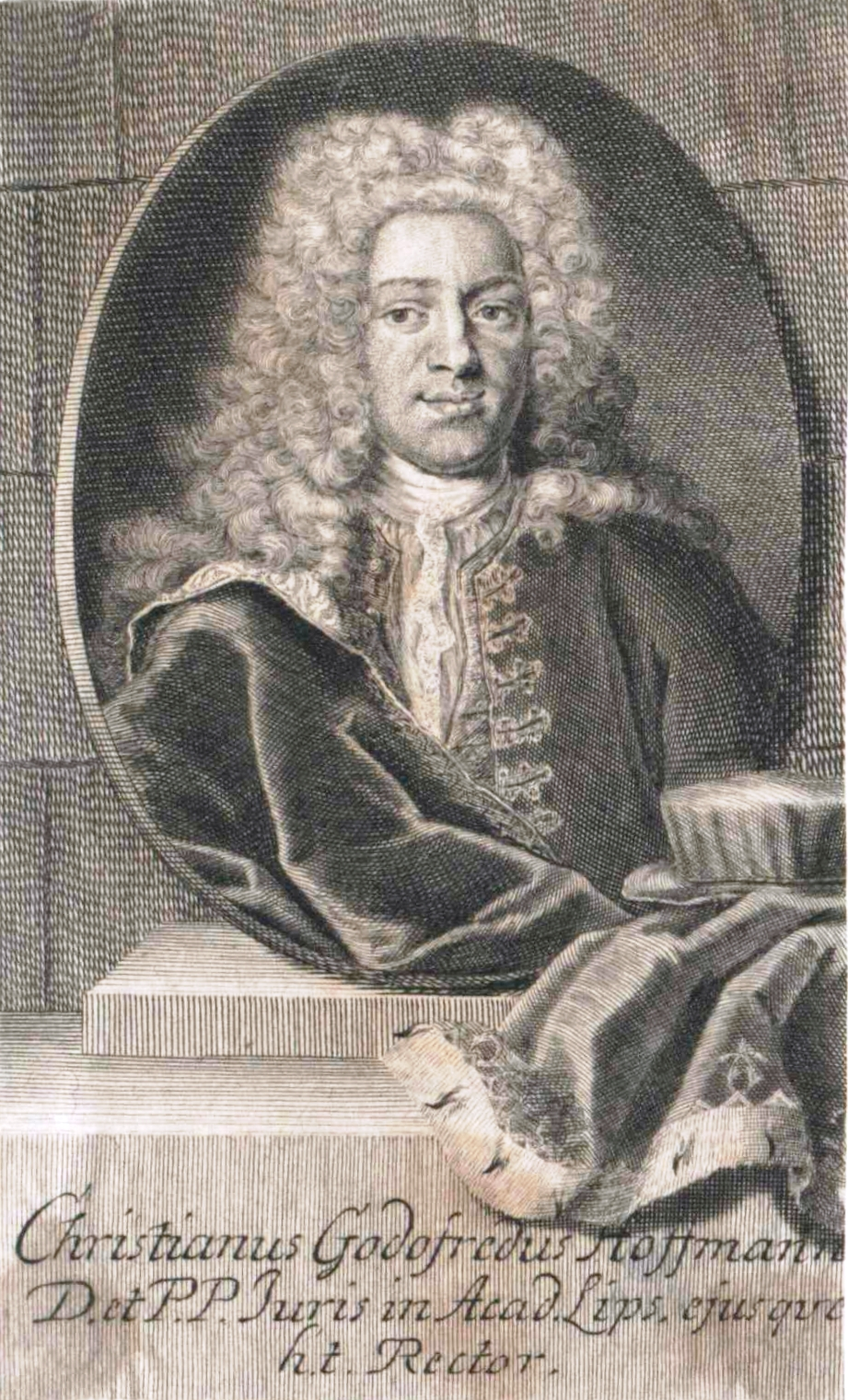
Christian Gottfried Hoffmann (1692–1735)

- 22. Februar: Georg Christian Joannis, deutscher evangelischer Theologe und Historiker (* 1658)
- 27. Februar: John Arbuthnot, britischer Mediziner und Schriftsteller (* 1667)
- 26. März: Jane Colman Turell, neuenglische Dichterin (* 1708)
- 05. April: Samuel Wesley, englischer Dichter und Kirchenmann, sowie Vater von Charles und John Wesley, den Begründern der Methodisten (* 1662)
- 23. April: Edward Hawarden, englischer Theologe (* 1662)
- 22. Mai: Johann Conrad Arnoldi, deutscher Pädagoge, Logiker, Bibliothekar und lutherischer Theologe (* 1658)
- 10. Juni: Thomas Hearne, englischer Antiquar und Herausgeber (* 1678)
- 20. Juli: Ejima Kiseki, japanischer Schriftsteller (* 1666)
- 01. September: Christian Gottfried Hoffmann, deutscher Rechtswissenschaftler und Historiker (* 1692)
- 15. September: Johann Halcke, deutscher Autor, Mathematiker, Schreib- und Rechenmeister (um 1690)
- 17. September: Gottlob Friedrich Jenichen, (* 1680)
- 03. November: Martin Gotthelf Löscher, deutscher Physiker und Mediziner (um 1680/1685)
- 10. Dezember: Balthasar Tilesius deutscher Jurist und Autor (* 1673)
- ohne genaues Datum: Robert Drury, englischer Seemann, Sklavenhändler und womöglich auch Pirat, bekannt als Autor des autobiografischen Berichts Madagascar: or Robert Drury's Journal during fifteen years captivity on that island.  (1729) (* 1687)
- ohne genaues Datum: Justus Gottlieb Rabener deutscher Verfasser von Lehrgedichten und Fabeln, Rektor der Landesschule in Meißen (* 1680)
- ohne genaues Datum: Johann Robeck, schwedischer Jesuit und Autor des Traktats De morte voluntaria exercitatio sive examen calumniarum nugarum et fallaciarum (* 1672)